# Viktoria Borșcenko
Viktoria Borșcenko (n. 5 ianuarie 1986, în Herson) este o jucătoare de handbal din Ucraina legitimată la clubul Rostov-Don și care joacă pentru echipa națională de handbal feminin a Ucrainei. Viktoria Borșcenko evoluează pe postul de extremă stânga.
Ea s-a transferat la Rostov-Don în iunie 2013.